# Witnesses of Jehovah
Witnesses of Jehovah (Testemunhas de Jeová) é um documentário americano crítico ao movimento religioso das Testemunhas de Jeová. Foi baseado no livro de mesmo nome escrito por Leonard e Marjorie Chretien. O próprio casal apresenta o documentário, que foi produzido em 1986 pela Jeremiah Films. Afirma expor os erros e "ações secretas" do Corpo Governante das Testemunhas de Jeová. Para isso, conta inclusive com a participação especial de Raymond Franz, ex-membro deste Corpo Governante.
O filme também examina a história do movimento religioso e algumas de suas doutrinas atuais. No que tange a cronologia das Testemunhas de Jeová, o sueco Carl Olof Jonsson, autor do livro "Os Tempos dos Gentios Reconsiderados" também participa do documentário. Jonsson é conhecido por contestar em seu livro a posição da liderança das Testemunhas de Jeová em defender a data de 607 a.C. como ano da destruição de Jerusalém, visto todos os historiadores e arqueólogos datarem este fato cerca de 20 anos depois, em 587 a.C.